# Mimohomonoea hebridarum
Mimohomonoea hebridarum är en skalbaggsart som beskrevs av Stefan von Breuning 1961. Mimohomonoea hebridarum ingår i släktet Mimohomonoea och familjen långhorningar.
Artens utbredningsområde är Vanuatu. Inga underarter finns listade i Catalogue of Life.